# Castelo de Guimarães
Castelo de Guimarães er den primære fæstning i kommune Guimarães, i det nordlige region af Portugal. Den blev bygget på ordre af Mumadona Dias i 900-tallet for at forsvare klostret fra angreb fra maurerne og nordboerne.
Borgen er en militær fæstning, der primært er bygget i den senromanske periode, og den blev udvidet i den gotiske periode i portugisisk arkitektur. Dens mure danne et pentagram, og området inkluderer otte tårne, en plads og et centralt keep. Den blev oprindeligt bygget oven på en romersk fæstning, og blev senere udvidet efter fransk model til den nuværende skjoldform, hvilket reducerede den centrale gårdsplads og gjorde adgang til fæstningen mere vanskelig.
I 2007 blev den valgt som en af Portugals syv underværker.